# 牛岳
牛岳（うしだけ）は、富山県砺波市・南砺市・富山市にまたがる標高987mの山である。富山の百山に選定されている。

## 概要
砺波平野南方に位置する山で、砺波市の最高峰となっている。山頂は砺波市と南砺市の境界にあり、二等三角点が設置されている。また、山域の東側は富山市にも位置しており、牛岳温泉スキー場として利用されている。山頂からは砺波平野や富山平野、北アルプスの立山連峰や白山も眺めることができる。
この山は旧婦負郡側で牛岳、旧東礪波郡側で鍬崎山（くわさきやま、久和崎山とも表記）と呼ばれていた。

## 植生
「深道のブナ林」は1994（平成6）年に富山市指定文化財に登録された約27haのブナ林で、樹齢300年を超える大木を含む約1,200本のブナの木が群生している。その林床には、チシマザサやユキツバキが群生しているのが特徴である。

## 登山
牛岳の登山には以下のルートがある。
- 牛岳温泉スキー場からのルート

スキー場上部の道路から、富山市と砺波市の境界上に位置する二本杉の駐車場から牛岳頂上へ向かうルート。この場合、約40分ほどで頂上に到達することができる。途中、頂上までは鍋谷のブナ林を通り抜ける。
- 小牧側駐車場からのコース

小牧ダム右岸の駐車場からのルート。前述のルートよりも距離・所要時間は長くなる。駐車場から頂上までは約2時間。